# (6825) Irvine
(6825) Irvine ist ein Asteroid des inneren Hauptgürtels, der am 4. Oktober 1988 vom tschechischen Astronomen Antonín Mrkos am Kleť-Observatorium (IAU-Code 046) nahe der Stadt Český Krumlov entdeckt wurde.
Der Himmelskörper wurde am 23. November 1999 nach dem britischen Bergsteiger Andrew Irvine (1901–1924) benannt, der 1924 beim Versuch, gemeinsam mit George Mallory den Mount Everest zu besteigen, nicht vom Berg zurückkehrte.